# Michael Horbach
Michael Horbach (* 13. Dezember 1924 in Aachen; † 1. November 1986 in Marseille; Pseudonyme: Michael Donrath, T. S. Laurens, Roger Ravenna, Alex Torgau, Alexander Torgau) war ein deutscher Journalist und
Schriftsteller.

## Leben
Michael Horbach wurde als Achtzehnjähriger zur Wehrmacht eingezogen und an der Ostfront eingesetzt, wo er mehrfach verwundet wurde. Nach dem Ende des Zweiten Weltkriegs war er journalistisch tätig und arbeitete für verschiedene Nachrichtenagenturen. Daneben begann er mit dem Verfassen von Romanen, in denen er seine Kriegserlebnisse und seine Erfahrungen in den ersten Nachkriegsjahren verarbeitete.
1958 heiratete er die Journalistin Ursula Schaake, die er zum Schreiben anregte und die unter dem Namen Alexandra Cordes zur erfolgreichen Romanautorin aufstieg. Michael Horbach nahm in seinen Werken immer wieder Themen aus der Zeit des Dritten Reiches auf; daneben entstanden auch Romane zu aktuellen Themen, die von der Literaturkritik allerdings als reine Unterhaltungs- bzw. Trivialliteratur eingestuft wurden. Die Gesamtauflage von Horbachs Werken lag Mitte der 80er Jahre bei mehr als vier Millionen verkauften Exemplaren.
Michael Horbach lebte seit Mitte der 70er Jahre mit seiner Frau auf einem großzügigen Landgut im provenzalischen Châteauneuf-du-Pape.
Der Waffenliebhaber Horbach erschoss seine Frau in der Nacht des 27. Oktober 1986 mit einem Revolver aus seiner Waffensammlung und versetzte sich einige Stunden später einen Kopfschuss, an dessen Folgen er nach mehrtägigem Koma in einem Krankenhaus in Marseille starb.

## Werke
- Die verratenen Söhne, Hamburg 1957
- Bevor die Nacht begann, München [u. a.] 1960
- Gestern war der Jüngste Tag, München [u. a.] 1960
- Heimkehr nach Friedland, Bayreuth 1961 (unter dem Namen Michael Donrath)
- Liebe in Babylon, Wien [u. a.] 1961
- Gute Nacht, weißer Mann, Bayreuth 1962 (unter dem Namen Michael Donrath)
- Das Bild des Täters, Bayreuth 1964 (unter dem Namen Michael Donrath)
- Wenige, München 1964
- So überlebten sie den Holocaust: Zeugnisse der Menschlichkeit 1933-1945, 1964; München 1979
- Gespräch mit dem Mörder, Bayreuth 1965
- Nach zwanzig Jahren Treue, München 1966 (unter dem Namen Michael Donrath)
- So weit die Liebe führt, Bergisch Gladbach 1967 (unter dem Namen Alex Torgau)
- Arabische Nächte, Bergisch Gladbach 1968 (unter dem Namen T. S. Laurens)
- Gesicht einer Generation, Freiburg [u. a.] 1968
- Das Lied des Regenvogels, München 1968 (unter dem Namen Michael Donrath)
- Dr. Lesius, der Teufel, Bergisch Gladbach 1969 (unter dem Namen Michael Donrath)
- Dr. Lesius, des Teufels Tyrann, Bergisch Gladbach 1969 (unter dem Namen Michael Donrath)
- Die Verdammten der Liebe, Bergisch Gladbach 1969 (unter dem Namen Alexander Torgau)
- Die Stunde der Lockvögel, Bayreuth 1970
- Sühne im All, Bayreuth 1970 (unter dem Namen Michael Donrath)
- Die Titanen, München [u. a.] 1970
- Der Kampf um die letzten Tier-Paradiese in Afrika, München [u. a.] 1972
- Nächstes Jahr in Jerusalem, München [u. a.] 1973
- Die Kanzlerreise, Bern [u. a.] 1974
- Der Engel, der zur Hölle fuhr, Bayreuth 1976 (unter dem Namen Roger Ravenna)
- Die Löwin, Bern [u. a.] 1976
- Allah ist groß, Bern [u. a.] 1977
- Das deutsche Herz, München 1978
- Laub vor dem Sturm, München 1980
- Der Gesang von Liebe und Haß, München 1981 (zusammen mit Alexandra Cordes)
- Kommando Grabeskirche, München 1981
- Der gestohlene Traum, München 1982
- Auf deinen Lippen das Paradies, München 1983 (zusammen mit Alexandra Cordes)
- Das Dach der Sterne, München 1983
- Eines Mannes Leben, München 1983
- Hitlers Tochter, Rastatt 1984
- Kaninchen am Potsdamer Platz, München 1984
- Mein Bruder Kain, München 1984
- Die schuldlos sühnen, München 1984
- Und doch nicht allein, München 1984
- Die gläserne Maske, München 1985
- Heimat, München [u. a.] 1985 (zusammen mit Alexandra Cordes)
- Das Mädchen im Silbermond, München 1985
- Agentenroulett, München 1986
- Das Mädchen aus Feuer und Eis, Rastatt 1986
- Unternehmen Morgenröte, München 1986
- Wilde Hunde, München 1987